# 仙台市地下鉄
仙台市地下鉄（せんだいしちかてつ）は、仙台市交通局高速電車部が運営する地下鉄である。泉中央駅と富沢駅を結ぶ南北線と、八木山動物公園駅と荒井駅を結ぶ東西線の2路線がある。ハウスカラーはローヤルブルーとしている。

## 路線
| 営業 | 営業 | 営業   | 営業                                  | 営業     | 事業                                                    | 事業                                          |
| 色   | 記号 | 路線名 | 区間                                  | 営業キロ | 事業名                                                  | 事業延長                                      |
| ---- | ---- | ------ | ------------------------------------- | -------- | ------------------------------------------------------- | --------------------------------------------- |
|      | ○N   | 南北線 | 泉中央駅 (N01) - 富沢駅 (N17)         | 14.8km   | 仙塩広域都市計画 都市高速鉄道第1号 仙台市高速鉄道南北線 | 15.56km （地表式 03.91km） （地下式 11.65km） |
|      | ○T   | 東西線 | 八木山動物公園駅 (T01) - 荒井駅 (T13) | 13.9km   | 仙塩広域都市計画 都市高速鉄道第4号 仙台市高速鉄道東西線 | 14.38km （地表式 00.57km） （地下式 13.81km） |

## 車両
南北線
- 1000N系：1000系の更新車。2013年までに全車両更新。
- 3000系：開業から30年以上が経過し耐用年数を迎える南北線1000系の置き換え車両として2024年（令和6年）秋から導入を開始し、2030年度までに現行より1編成増となる最大22編成の導入を予定。

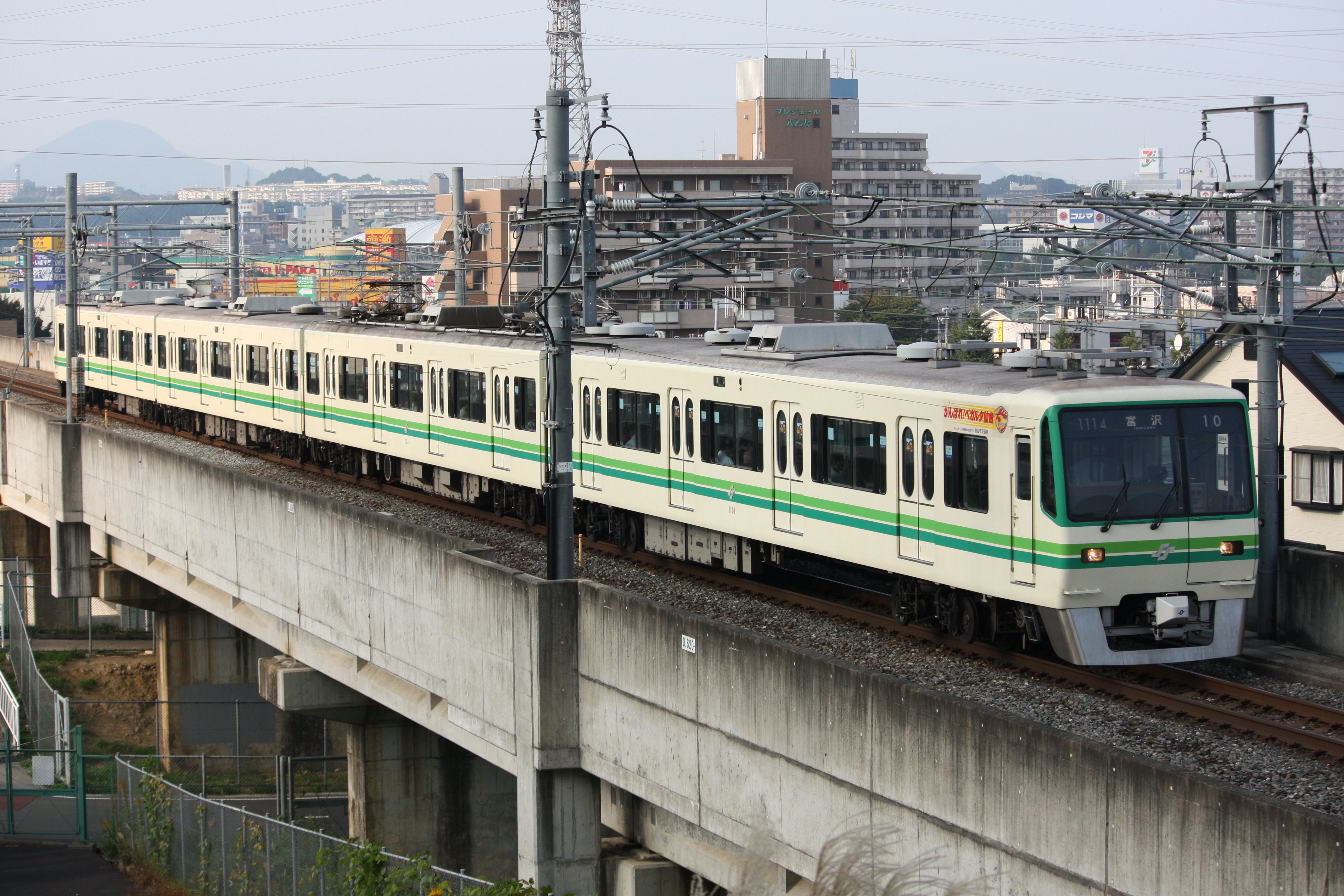
1000N系
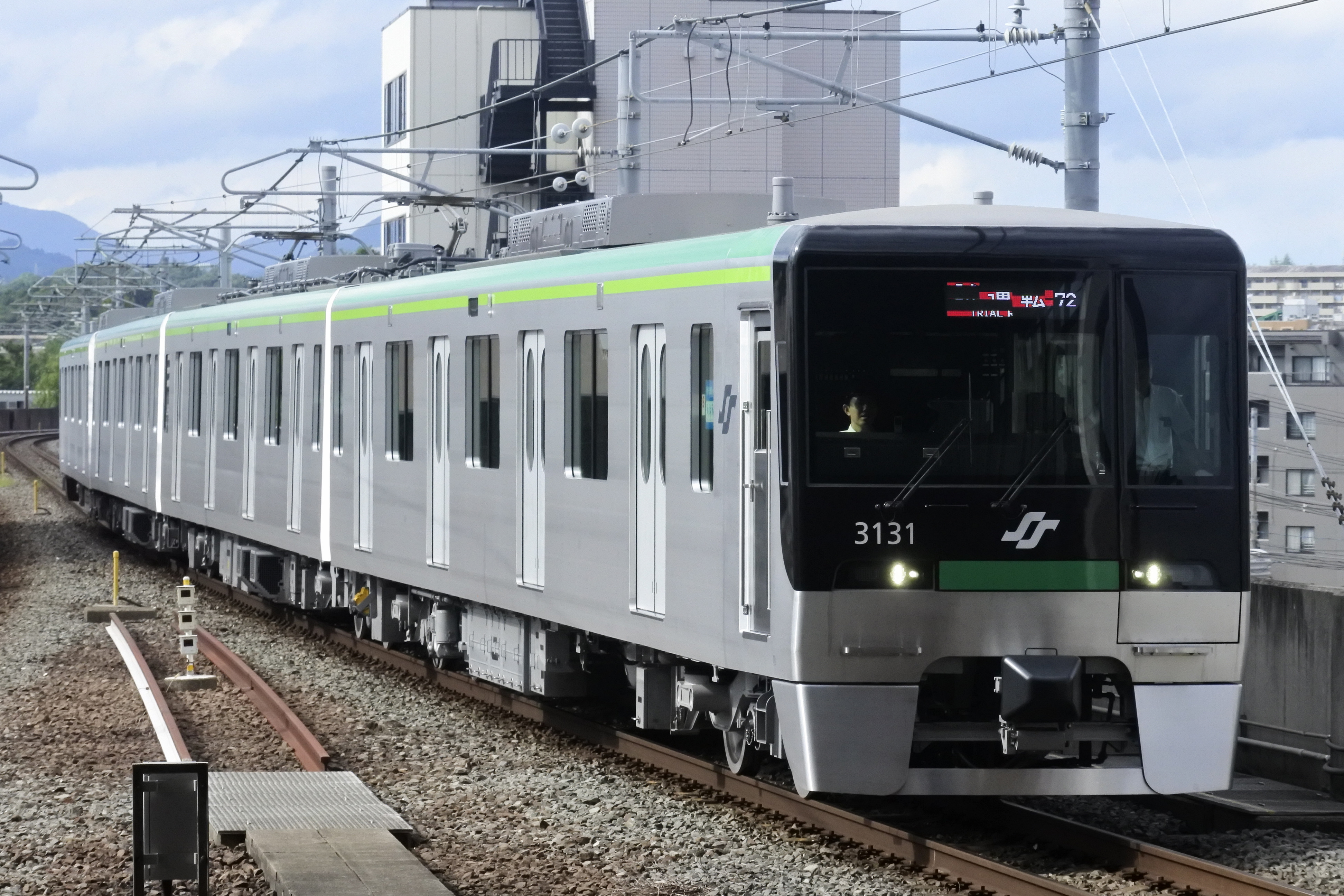
3000系

東西線
- 2000系

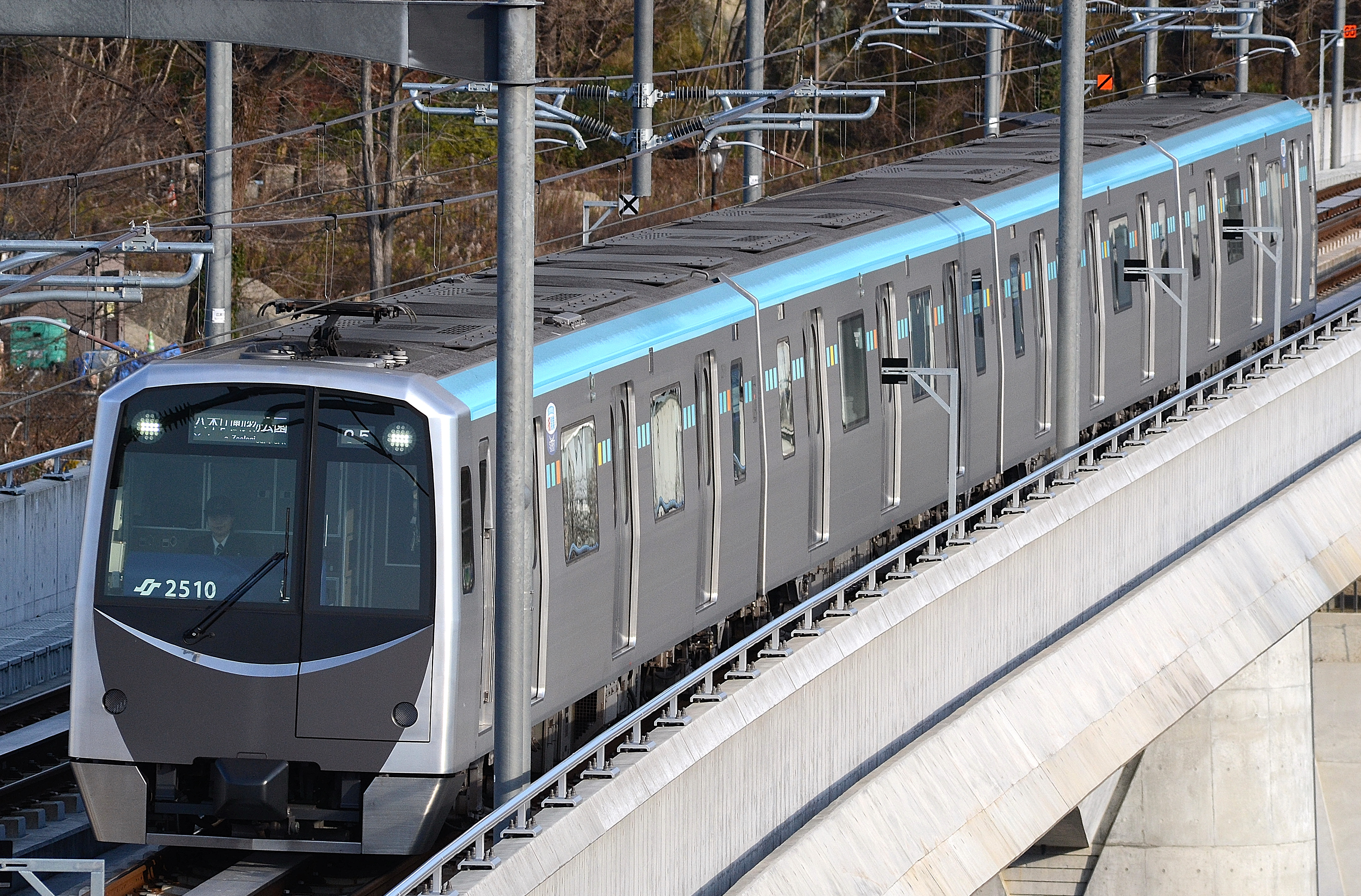
2000系

いずれも4両編成で運行されているが、各駅のホームは南北線では2両、東西線では1両の追加ができる長さ（有効長）を持つ。

## 案内放送
車内放送
- 森谷真弓（日本語放送）
- クリステル・チアリ（英語放送）

その他
- 山寺宏一 - 映画「シュガー・ラッシュ:オンライン」の公開にあたり、2018年12月21日から2019年1月8日までの期間限定で、車内のマナー啓発放送を担当した。

また、映画「リロ&スティッチ」の公開にあたり、2025年上旬に期間限定で、車内のマナー啓発放送を担当した。山寺宏一の仙台市地下鉄におけるマナー啓発放送の担当は2回目である。
- 吉川晃司 - イメージアップ事業の一環として、2019年3月16日より期間限定で、車内および駅構内のマナー啓発放送を担当した。
- 佐藤健、神木隆之介 - 仙台市内で開催されたイベント「仙台謎解きウォーク 街に願いを」の一環として、2023年2月15日から4月30日までの期間限定で、車内および駅構内のマナー啓発放送を担当した。

## 運賃

ゾーン運賃（210円均一運賃）エリアの範囲

大人普通旅客運賃（小児半額・10円未満切り上げ）。ゾーン運賃・対キロ区間制併用。2019年（令和元年）10月1日現在。
| 区間 | キロ程(km)              | 運賃（円） |
| ---- | ----------------------- | ---------- |
| 1区  | - 3.0（ゾーン区間含む） | 210        |
| 2区  | 3.1 - 6.0               | 250        |
| 3区  | 6.1 - 9.0               | 310        |
| 4区  | 9.1 - 12.0              | 340        |
| 5区  | 12.1 -                  | 370        |

- 仙台駅から3駅間（北四番丁 - 河原町、国際センター - 薬師堂）はゾーン運賃制が導入されており、ゾーン区間内のどの2駅間で乗り降りしても運賃は210円均一。
- かつては身体障害者・知的障害者・被爆者（手帳所持者）とその介護者、精神障害者は仙台市又は宮城県が発行した手帳のみ割引対象となっていたが2021年（令和3年)4月より日本国内の都道府県、政令指定都市が発行する障害者手帳を所持する者は半額（大人は小児運賃適用、小児は駅係員に申し出のうえで購入。）の対応となった。

運賃、所要時間については、公式サイトも参照。

### 乗車券
通常の乗車券（切符）のほか、以下の乗車券がある。
- icsca（イクスカ）
  - 2014年12月6日より地下鉄南北線に導入されたIC乗車券。2015年12月6日からは地下鉄東西線・仙台市営バス・宮城交通でも利用できる。2016年3月26日より、東日本旅客鉄道（JR東日本）のSuicaと相互利用可能カードとの相互利用開始[16][注 1]。
- 一日乗車券
  - 地下鉄一日乗車券（大人840円、小児420円。）
  - 地下鉄土・日・休日一日乗車券（大人620円、小児310円。土・日・休日のみ有効。）[注 2]
  - るーぷる仙台・地下鉄共通一日乗車券（大人920円、小児460円。るーぷる仙台にも乗車可能。）
- 仙台まるごとパス
  - 仙台周辺の鉄道・バスが自由に乗り降りできる（宮城交通は一部路線を除いて使用できない）。
- 学都仙台 市バス+地下鉄フリーパス
- 定期乗車券
  - 地下鉄線内のみのほか、JR東日本、仙台空港鉄道、仙台市営バス、宮城交通バスとの連絡定期券がある。

### 備考
- 現金で購入した乗車券に限り、自動券売機に挿入すると払戻しされる。
- チケットフリー式
  - 切符を自動改札機に通すことによって、初めて乗車券の表面に駅名が印字される。そのため、いずれかの駅で乗車券を購入すれば、その乗車券の有効期間内に限り、どの駅の改札からでも入場できる。例えば、宮城野通駅で乗車券を購入し、その乗車券で地下鉄仙台駅で入場することなども可能である。
  - どの駅の改札からでも入場できるため、2枚同時に購入すれば往復乗車券としての利用もできる。実際、仙台スタジアムで試合が行われる日や定禅寺通りでイベントが行われる日など、券売機の混雑が予想される日には、「きっぷは2枚お買い求め下さい」という案内がされることもある。
  - 地下鉄の普通乗車券として導入しているのは、現時点では日本では仙台市地下鉄のみである[注 3]。
- バス・地下鉄で使用できるプリペイド式乗車カードとして、スキップカードとジョイカードが発行されていたが、icscaの導入にともない、2015年12月5日をもって販売を終了し、2016年10月31日をもって利用を終了した。詳細は各記事を参照のこと。

## 歴史
仙台市において地下鉄が検討され始めたのは1960年代からである。日本各地の都市部では昭和30年代以降に人口の増大と市街地の拡大が進んだ。仙台も同様で、それに伴って交通渋滞が顕在化したのもこの頃だった。当時の仙台市には路面電車の仙台市電があったが、道路交通事情の悪化で自動車が市電の軌道内に侵入することが頻発するようになった。これは元々禁止されていたことだったが、1966年（昭和41年）に認められるようになり、これによって市電の定時運行はより困難なものとなった。路線バスも含めて、後の仙台市交通計画委員会の報告書は、こうした状況を都市機能の麻痺と表現している。仙台市において都市計画道路が計画されたのもこの頃である。
こうした事情を背景に、1963年（昭和38年）に設置された仙台市交通対策委員会は地下鉄を考えるようになり、1967年（昭和42年）に路面交通の代替として地下鉄を検討すべきであると報告した。また当時の仙台市長島野武は、1969年（昭和44年）に設置された仙台市交通計画委員会に対して、将来を見据えた交通体系として「大量高速輸送機関」の整備を諮問した。仙台市交通計画委員会では地下鉄案が有力視されたほか、地下鉄への市電や国鉄貨物列車の乗り入れ、宮城県北部の古川市（現在の大崎市）までの鉄道路線建設、さらにはモノレール案も出された。仙台市交通計画委員会は検討を重ね、1972年（昭和57年）に全7路線、総延長45.5キロメートルに及ぶ地下鉄網を1985年（昭和60年）を目標に整備すべきであるという報告を提出した。この地下鉄網計画では以下のような路線が想定された。

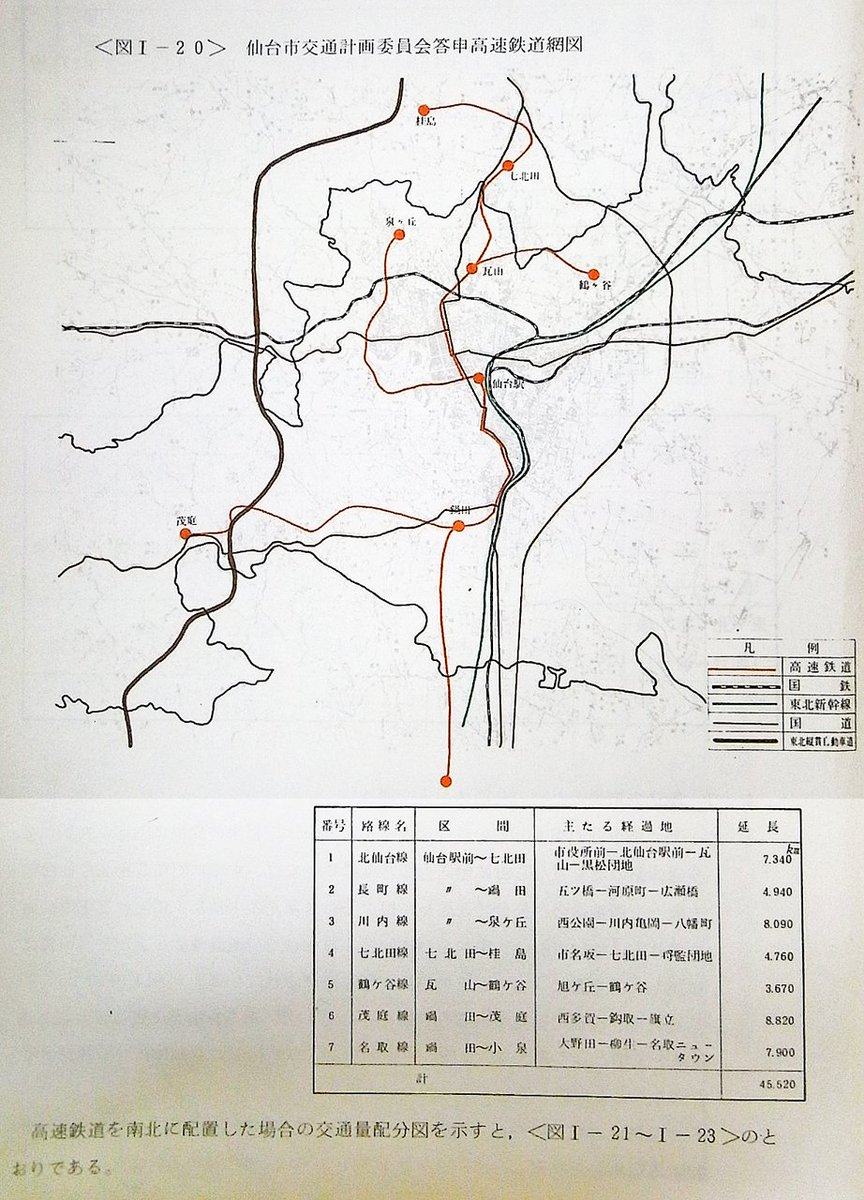
仙台市地下鉄構想路線図

| 番号 | 路線名   | 区間              | 主な経由地                              | 延長キロ |
| ---- | -------- | ----------------- | --------------------------------------- | -------- |
| 1    | 北仙台線 | 仙台駅前 - 七北田 | 市役所前 - 北仙台駅前 - 瓦山 - 黒松団地 | 7.34km   |
| 2    | 長町線   | 仙台駅前 - 鍋田   | 五ツ橋 - 河原町 - 広瀬橋                | 4.98km   |
| 3    | 川内線   | 仙台駅前 - 泉ヶ丘 | 西公園 - 川内亀岡 - 八幡町              | 8.09km   |
| 4    | 七北田線 | 七北田 - 桂島     | 市名坂 - 七北田 - 将監団地              | 4.76km   |
| 5    | 鶴ケ谷線 | 瓦山 - 鶴ケ谷     | 旭ヶ丘 - 鶴ケ谷                         | 3.67km   |
| 6    | 茂庭線   | 鍋田 - 茂庭       | 西多賀 - 鈎取 - 旗立                    | 8.82km   |
| 7    | 名取線   | 鍋田 - 小泉       | 大野田 - 柳生 - 名取ニュータウン        | 7.90km   |

※ 鶴ケ谷と茂庭は、仙台市による新住宅市街地開発事業施行地。
「北仙台線」および「長町線」は現在の仙台市地下鉄南北線の八乙女 - 長町南に相当するが、台原駅付近から当時の国道4号（現在の宮城県道22号仙台泉線）を北上する想定であった。また、北仙台線の七北田（八乙女）に「七北田線」が接続して北方向に、瓦山（台原）に「鶴ヶ谷線」が接続して東方向に、鍋田（長町南）に「名取線」および「茂庭線」が接続して富沢から南および西方向に分かれる計画である。さらに、仙台駅では仙石線を西に延長するように「川内線」が接続し、北部の郊外ニュータウン同士を横方向に繋ぐ計画だった。これらの中でも、北仙台線と長町線が早期に建設されるべき路線であるとされた。他方、既存の仙石線が大量高速輸送機関の一つとして位置づけられ、二重投資を避けるために仙台駅から東方向への地下鉄は計画されず、仙石線を高度利用化する方針が示された。
この報告は車両などにも言及している。15メートル級車両2両で1編成を構成し、地下区間においては第三軌条方式、地上区間においては架空電車線方式という二つの集電方式を切り替えて併用することが望ましいと考えられていた。また、国鉄線との直通運転も検討すべき課題であるとされ、そのために国鉄と同じ軌間1067ミリメートルの線路で地下鉄を建設すべきであるという方針が示された。国鉄線の中では具体的な直通先として仙石線が名指しされた。列車の運転方式としては自動列車運転装置が挙げられた。また、この報告ではバスに加えて市電も地下鉄に対する二次交通に位置づけられていた。しかし、仙台市は1973年（昭和48年）に地下鉄を今後の市内における主要交通と位置づける一方で、市電の廃止を決定し、1976年（昭和51年）3月末にこれを廃止する。
仙台市の地下鉄計画には宮城県もいくつか提言を行っていた。宮城県は1972年度（昭和47年度）に仙台都市圏を対象にした（第1回）総合都市交通体系調査を実施し、翌1973年度（昭和48年度）から1974年度（昭和49年度）にかけて都市圏レベルでの総合都市交通計画を策定した。この計画における公共交通機関計画では大量高速輸送機関（マス・ラピッド・トランジット、MRT）についても言及し、1980年（昭和55年）には「南北線」、1990年（昭和65年）には「南北線＋東西線」、さらに将来的には「南北線＋東西線＋環状線」のマス・ラピッド・トランジット網を整備すべきと提案した。また、後の1982年度（昭和57年度）に宮城県は第2回の総合都市交通体系調査を実施し、翌1983年度（昭和58年度）から1984年度（昭和59年度）にかけて都市圏レベルでの新たな総合都市交通計画を策定した。この計画における公共交通機関計画では、1995年（昭和70年）には「南北線＋東西線＋南西線＋北西線」、2005年（昭和80年）には「南北線＋東西線＋南西線＋北西線＋南小泉方向＋環状方向」のマス・ラピッド・トランジット網を整備すべきとを提案した。
1972年（昭和47年）の仙台市交通計画委員会の報告を受けて、仙台市は「仙台市高速鉄道建設準備事務局」を立ち上げ、地下鉄の建設に本腰で取り組むことになった。しかし、地下鉄の建設には多額の費用が必要であり、また経路の選定や需要の算定といった課題もあり、宮城県や関係官庁との調整に多くの時間を必要とした。その中でも、一番の問題が仙台市の人口だった。当時、運輸省は地下鉄の建設の条件として、人口100万人以上の政令指定都市を基準に考えていた。当時の仙台市の人口はこれに遠く及ばなかった。それでも、仙台市は鉄道網が未整備であることや悪化した道路交通の根本的解決が難しいことを理由に、地下鉄の実現を国に働き掛けた。
| 年     | 仙台市      | 現・泉区域         |
| ------ | ----------- | ------------------ |
| 1955年 | 037万5844人 | 01万3878人（泉村） |
| 1960年 | 042万5272人 | 01万3652人（泉町） |
| 1965年 | 048万0925人 | 01万9061人（泉町） |
| 1970年 | 054万5065人 | 03万3190人（泉町） |
| 1975年 | 061万5473人 | 07万0087人（泉市） |
| 1980年 | 066万4868人 | 09万3016人（泉市） |
| 1985年 | 070万0254人 | 12万4216人（泉市） |
| 1990年 | 091万8398人 | 15万6356人（泉区） |
| 1995年 | 097万1297人 | 18万2601人（泉区） |
| 2000年 | 100万8130人 | 20万0429人（泉区） |
| 2005年 | 102万5098人 | 20万8813人（泉区） |
| 2010年 | 104万5986人 | 21万1183人（泉区） |
| 2015年 | 108万2159人 | 21万6798人（泉区） |

1975年（昭和50年）、運輸省仙台陸運局の仙台地方陸上交通審議会において、泉市（現在の仙台市泉区）七北田周辺から仙台駅付近を経て長町周辺に至る「地下方式の高速鉄道」の整備を急ぐべきであるという答申が行われた。これは、事実上、国レベルの認知を意味した。この答申を受けて、仙台市は宮城県や泉市と調整を行い、富沢から七北田までの区間を先に開通させ、その後に北側へ路線を延ばすことを泉市に内約して了承を得た。1978年（昭和53年）に仙台市議会は地下鉄の建設を満場一致で可決し、この年に仙台市は地方鉄道事業の免許申請を行った。免許は1980年（昭和55年）5月30日に交付され、1981年（昭和56年）に狭軌で架空電車線方式の南北線の建設工事が始まった。地上区間や山岳トンネル区間の多い区間の工事は日本鉄道建設公団（現在の鉄道建設・運輸施設整備支援機構）に委託された。これは一時的な地下鉄建設のために仙台市が人員補充を避けるための方策であったが、公団も上越新幹線で発展させたNATM工法を応用するなど、経済的な路線建築が実現した。
地下鉄の建設に全く問題がないわけではなかった。建設地の文化財の事前発掘作業や、地質に由来する技術的な問題から工事が遅れた。また、工事業者の談合疑惑が持ち上がった。この問題は、談合に関わったと見られた一部の業者が入札から外されたことでうやむやに終わったが、工事に遅れを発生させた。当初の計画では、南北線は1985年（昭和60年）に開業予定だったが、この年には正式な駅名の決定と、一部の車両の落成および試運転が行われた。
そして、1987年（昭和62年）7月15日、南北線富沢駅 - 八乙女駅間の全線13.6キロメートルが開通した。開通時には、1000系電車19編成が用意され、平日160往復、その他の日に142往復の列車が運転された。総工費は約2300億円だった。八乙女駅ではバスとの乗り継ぎ施設が併設され、その他の駅でもバスとの乗り継ぎ運賃が設定された。開通時には黒松駅と八乙女駅が泉市内だったが、1988年（昭和63年）3月1日に泉市が仙台市に編入合併されたため全線が仙台市内となった。路線の北への延伸はこの年に認可された。翌年に工事が始まり、1992年（平成4年）7月15日には97億円をかけて八乙女駅から泉中央駅へ1駅延伸し、総延長が14.8キロメートルとなった。過去の計画における「七北田線」ではかつて七北田宿のあった市名坂を経由する想定であったが、南北線はその西側に新たに造成された泉中央に向かってそのまま北に延伸した。同年度に、泉区泉ヶ丘まで延伸するかどうかの調査が行われたが、延伸しないことで決着した（詳細は「富谷市#鉄軌道構想」を参照）。
こうして開業した仙台市の地下鉄だったが、経営的には苦しい状況に置かれた。工費が当初の見込みより150億円超過していた。また、1日当たりの平均利用者数は23万人という予測が立てられていたが、実際の1日当たりの平均利用者数は約11万人だった。運賃が割高であり「日本で一番高い地下鉄」とも言われた。バスとの乗り継ぎ割引は経営の悪化を懸念した運輸省の指導で低く抑えられ、見込みどおりの利用には至らなかった。こうしたことから、仙台市は収支計画の見直しを余儀なくされた。一方、南北線沿線の道路の交通量の減少という効果も見られた。
全7路線、総延長45.5キロメートルという計画から出発した仙台市の地下鉄計画だったが、南北線開業以後は東西方向への交通機関の検討だけが続けられた。1987年（昭和62年）には西公園と茂庭台を結ぶモノレール南西線が内定し、公表された。これと共に、仙石線を西公園まで延ばして南西線と接続させる案が有力視された。また、南西線を愛子まで延伸させる構想も生まれたが、結局、これらの計画は1991年（平成3年）に断念された。その後、仙台市は地下鉄東西線を計画し、建設を決めた。2015年（平成27年）12月6日に、東西線が八木山動物公園駅 - 荒井駅間13.9キロメートルで開業した。東西線はリニアモーターを採用、トンネル径の小さい「ミニ地下鉄」方式で建設された。東西線の仙台駅より西側の区間は、過去の計画の「川内線」および「茂庭線」を踏襲したモノレール南西線や仙石線との直通案などの構想を経て、費用対効果が高い区間に短縮された。

### 年表
- 1962年（昭和37年） - 新産業都市建設促進法制定。
- 1963年（昭和38年）9月 - 仙台市交通対策委員会が設置された[25]。
- 1964年（昭和39年）3月3日 - 仙台市を含む仙台湾地区が新産業都市に指定[25]。
- 1966年（昭和41年）10月 - 自動車の渋滞対策として、仙台市電の軌道内への自動車の進入が解禁された[26]。これにより、市電の定時運行が困難となった[26]。
- 1967年（昭和42年）12月 - 仙台市交通対策委員会が、高速大量輸送機関の必要性を指摘する答申を出した[25]。
- 1969年（昭和44年）7月 - 仙台市交通計画委員会が設置[25]。
- 1970年（昭和45年）
  - 6月1日 - 交通事故死者数の多さから「交通戦争」と呼ばれた状況を改善するため、交通安全対策基本法が制定。
  - 同年の交通事故死者数（事故発生後24時間以内死者数）が沖縄県を除く46都道府県[注 9]で合計1万6765人となり、史上最大値となる（2013年のそれは4373人）[37][38]。
- 1972年（昭和47年）
  - 2月1日 - 仙台市交通計画委員会が、高速大量輸送機関として地下鉄が望ましいとし、北仙台線の全線（全長7.34kmのうち地下式4.325km、地上式3.015km）、長町線の全線（全長4.94kmの総てで地下式）、川内線の仙台駅付近（全長8.09kmのうち520m分）を優先整備区間とすべきと答申した[25]。
  - 4月15日 - 仙台市が高速鉄道建設準備委員会を設置[25]。
- 1973年（昭和48年） - 宮城県でも毎月15日をマイカー1日休養日とするノーカーデー運動が始まった。
- 1975年（昭和50年）8月19日 - 運輸省仙台陸運局の仙台地方陸上交通審議会が、大量高速輸送機関（ルート：七北田周辺 - 仙台駅付近 - 長町周辺）の整備を急ぐべきと答申し、事実上、国から地下鉄南北線建設の認可を得た[25][26]。
- 1976年（昭和51年）2月23日 - 高速鉄道建設促進協議会が設置[25]。
- 1977年（昭和52年）
  - 9月29日 - 仙台大都市周辺地域広域行政圏が設定された[39]。
  - 10月 - 仙台都市圏広域行政推進協議会が設立[39]。
- 1978年（昭和53年）
  - 6月10日 - 運輸大臣に地方鉄道事業免許申請書を提出[25]。
  - 6月12日 - 宮城県沖地震発生。
- 1980年（昭和55年）
  - 5月30日 - 仙台市地下鉄事業免許認可[25]。
  - 11月22日 - 仙台市・泉市・宮城県の3者により、地下鉄早期着工で調印式[25]。
- 1981年（昭和56年）
  - 2月 - 運輸省が地下鉄建設計画の工事施工を認可[25]。
  - 5月7日 - 地下鉄工事着工[25]。
- 1982年（昭和57年）3月1日 - 地下鉄開業準備室を開設[25]。
- 1985年（昭和60年）
  - 3月2日 - 地下鉄の正式駅名が決定[25]。
- 1986年（昭和61年）12月19日 - 仙台高速鉄道サービス株式会社を設立[25]。
- 1987年（昭和62年）
  - 7月15日 - 仙台市地下鉄南北線・富沢駅 - 八乙女駅間が開業[25][33]。
  - 11月29日 - 泉市において仙台市との合併の是非を問う住民投票が実施され、賛成が多数となった。
- 1988年（昭和63年）
  - 2月9日 - 八乙女駅から泉中央駅までの延伸を運輸省が認可[25]。
  - 2月15日 - 仙台市地下鉄東西線建設促進期成同盟会が結成[25]。
  - 3月1日 - 泉市および秋保町が仙台市に編入合併された。
- 1989年（平成元年）4月1日 - 仙台市が政令指定都市に移行。
- 1992年（平成4年）
  - 3月 - JR仙石線と接続する仙台 - 西公園間の地下鉄東西線、および、仙台市営モノレール南西線の断念を発表。
  - 7月15日 - 仙台市地下鉄南北線・八乙女駅 - 泉中央駅間が開通[25]。
- 1994年（平成6年）2月18日 - 黒松駅にエレベーターを設置し、南北線全駅でエレベーターの設置が完了する[40]。
- 2000年（平成12年）
  - 3月11日 - JR仙石線が地下化開業（→仙台トンネル）。あおば通駅と南北線仙台駅とが接続。
  - 3月 - 仙台市地下鉄東西線のルートが正式決定。
- 2003年（平成15年）9月 - 地下鉄東西線事業が許可された。
- 2005年（平成17年）
  - 4月25日 - 地下鉄東西線の工事施行が許可された。
  - 7月31日 - 地下鉄東西線の建設の是非が争点となった仙台市長選挙の投開票が行われ、建設推進派の梅原克彦が当選した。
- 2007年（平成19年）11月 - 地下鉄東西線本体工事が着工。
- 2011年（平成23年）
  - 3月11日 - 東北地方太平洋沖地震（東日本大震災）の発生に伴い、南北線は全線運休。東西線全工区の工事を中断。
  - 6月20日 - 東西線工事を随時再開[41]
  - 9月1日 - 全工区で工事が再開[42]。
- 2012年（平成24年）2月 - 軌道の敷設工事に着手[43]。
- 2013年（平成25年）
  - 11月8日 - 導入されるIC乗車券の名称がicsca（イクスカ）に決定[44]。
  - 12月24日 - 地下鉄東西線の正式駅名が決定[45]。
- 2014年（平成26年）
  - 2月26日 - IC乗車券icscaのデザインが決定[46]。
  - 12月1日 - icsca販売開始。クレジットカードを利用しての定期券購入が可能となった[47]。
  - 12月6日 - icsca利用開始[48]。
- 2015年（平成27年）
  - 2月4日 - 南北線で「駅ナンバリング」表示のための改修工事開始[49]。
  - 12月5日 - 東西線で総合指令所のトラブルにより試乗列車・試運転列車など9列車が最寄駅に緊急停車。この日のうちに部品交換をしトラブルは解決した。12月2日に入れ替えた基板が原因と発表される。南北線とバスで運用していた現金での乗継割引（乗継乗車券）を終了。
  - 12月6日 - 東西線開業。副駅名広告利用開始。南北線の自動車内アナウンスも同時にリニューアル。
- 2016年（平成28年）
  - 3月26日 - icscaがJR東日本のSuicaと仙台圏での相互利用開始[48]。
- 2020年（令和2年）
  - 6月1日 - 台風の接近が想定される際の計画運休を導入。
- 2021年（令和3年）
  - 5月18日 - 南北線新型車両3000系のデザインが投票により決定。
- 2024年10月24日 - 南北線3000系、営業運行開始。

## 駅別乗車人員
- 一日平均乗車人員は仙台市地下鉄の駅のもの[50]。は前年度に比較した増()減()増減なし()を表す。

| 順位(前年度) | 駅名                  | 乗車人員(人) | 前年比(%) | 所在地 | 備考               |
| ------------ | --------------------- | ------------ | --------- | ------ | ------------------ |
| 01 (1)       | ○N10 / ○T07 仙台駅    | 54,804       | 10.3      | 青葉区 | 乗換人員は含まない |
| 02 (2)       | ○N01 泉中央駅         | 23,193       | 04.1      | 泉区   |                    |
| 03 (3)       | ○N08 勾当台公園駅     | 16,428       | 09.3      | 青葉区 |                    |
| 04 (4)       | ○N16 長町南駅         | 10,894       | 07.1      | 太白区 |                    |
| 05 (5)       | ○N09 広瀬通駅         | 9,809        | 07.7      | 青葉区 |                    |
| 06 (7)       | ○N15 長町駅           | 8,871        | 07.6      | 太白区 |                    |
| 0 7 (6)      | ○N07 北四番丁駅       | 8,744        | 05.9      | 青葉区 |                    |
| 08 (8)       | ○N06 北仙台駅         | 8,166        | 06.5      | 青葉区 |                    |
| 09 (9)       | ○N17 富沢駅           | 8,013        | 09.1      | 太白区 |                    |
| 10 (11)      | ○T06 青葉通一番町駅   | 7,438        | 09.0      | 青葉区 |                    |
| 11 (10)      | ○N02 八乙女駅         | 7,372        | 05.3      | 泉区   |                    |
| 12 (14)      | ○N11 五橋駅           | 7,042        | 28.4      | 青葉区 |                    |
| 13 (12)      | ○N04 旭ヶ丘駅         | 6,687        | 07.2      | 青葉区 |                    |
| 14 (13)      | ○N05 台原駅           | 5,955        | 06.5      | 青葉区 |                    |
| 15 (15)      | ○T10 薬師堂駅         | 5,717        | 07.0      | 若林区 |                    |
| 16 (18)      | ○T11 卸町駅           | 5,546        | 13.1      | 若林区 |                    |
| 17 (16)      | ○T01 八木山動物公園駅 | 5,416        | 09.6      | 太白区 |                    |
| 18 (17)      | ○N13 河原町駅         | 5,116        | 04.1      | 若林区 |                    |

## 経営状況
| 会計年度 | 利用者数（乗車人員） | 利用者数（乗車人員） | 利用者数（乗車人員） | 利用者数（乗車人員） | 利用者数（乗車人員） | 利用者数（乗車人員） | 単年度純損益額 | 累積欠損額     |
| 会計年度 | 南北線               | 南北線               | 東西線               | 東西線               | 合計                 | 合計                 | 単年度純損益額 | 累積欠損額     |
| 会計年度 | 総数                 | 一日平均             | 総数                 | 一日平均             | 総数                 | 一日平均             | 単年度純損益額 | 累積欠損額     |
| -------- | -------------------- | -------------------- | -------------------- | -------------------- | -------------------- | -------------------- | -------------- | -------------- |
| 2007年   | 57,688,513人         | 157,619人            | （未開業）           | （未開業）           | （未開業）           | （未開業）           | ▲3億8667万円   | 1099億5183万円 |
| 2008年   | 56,717,860人         | 155,391人            | （未開業）           | （未開業）           | （未開業）           | （未開業）           | 13億6822万円   | 1085億8361万円 |
| 2009年   | 55,128,976人         | 151,038人            | （未開業）           | （未開業）           | （未開業）           | （未開業）           | 18億9852万円   | 1066億8509万円 |
| 2010年   | 54,448,485人         | 150,410人            | （未開業）           | （未開業）           | （未開業）           | （未開業）           | 24億7987万円   | 1042億0523万円 |
| 2011年   | 54,315,906人         | 148,404人            | （未開業）           | （未開業）           | （未開業）           | （未開業）           | 24億7827万円   | 1017億2696万円 |
| 2012年   | 58,723,724人         | 160,887人            | （未開業）           | （未開業）           | （未開業）           | （未開業）           | 40億6765万円   | 976億5931万円  |
| 2013年   | 60,472,098人         | 165,677人            | （未開業）           | （未開業）           | （未開業）           | （未開業）           | 43億6311万円   | 932億9620万円  |
| 2014年   | 60,663,952人         | 166,203人            | （未開業）           | （未開業）           | （未開業）           | （未開業）           | 33億0962万円   | 895億6826万円  |
| 2015年   | 63,535,630人         | 173,595人            | 6,324,547人          | 54,056人             | 67,914,886人         | 185,560人            | 18億4472万円   | 877億2353万円  |
| 2016年   | 68,180,871人         | 186,797人            | 22,725,843人         | 62,263人             | 83,702,962人         | 229,323人            | ▲29億5232万円  | 906億7586万円  |
| 2017年   | 70,517,456人         | 193,199人            | 25,926,131人         | 71,030人             | 88,358,108人         | 242,077人            | ▲23億4091万円  | 924億3252万円  |
| 2018年   | 71,315,846人         | 195,386人            | 28,199,208人         | 77,258人             | 90,892,612人         | 249,021人            | ▲18億9667万円  | 943億2920万円  |
| 2019年   | 71,343,621人         | 194,928人            | 29,113,806人         | 79,546人             | 91,682,525人         | 250,499人            | ▲45億3685万円  | 867億1795万円  |
| 2020年   | 54,979,575人         | 150,629人            | 21,448,519人         | 58,763人             | 69,601,242人         | 190,688人            | ▲62億4878万円  | 929億2602万円  |
| 2021年   | 58,311,965人         | 159,759人            | 24,144,790人         | 66,150人             | 74,981,790人         | 205,430人            | ▲28億3221万円  | 957億5823万円  |
| 2022年   | 63,454,677人         | 173,849人            | 27,472,968人         | 75,269人             | 82,823,464人         | 226,914人            | ▲16億2895万円  | 973億8718万円  |
| 2023年   | 68,487,691人         | 187,125人            | 30,355,216人         | 82,938人             | 90,135,708人         | 246,947人            | ▲07億5255万円  | 981億3973万円  |

開業から2007年度までの単年度純損益は赤字が続いていたが、2008年度から黒字に転換。2011年度は東日本大震災の影響によって特別損失を計上したが、24億7827万円の黒字を確保。2015年度は、18億4472万円の黒字。累積損益は877億2353万円の赤字まで圧縮した。
2015年12月に開業した東西線の影響が、通期ではじめて現れる2016年度は、同線の営業収益に比べて、減価償却費が膨張したことから、地下鉄全体で29億5232万円の赤字に転落。累積損益は、906億7586万円の赤字へと悪化。2017年度は、23億4091万円の赤字となり、累積損益は、924億3252万円の赤字へと悪化、2018年度も単年度の赤字幅は改善傾向だったが、累積欠損額は増加する傾向が続いた。
2019年度は、過年度損益の修正として、19億87百万円の特別損失を計上したことにより、単年度の収支としては前年の赤字幅の倍以上となる45億3685万円の赤字を記録した。一方、その他未処分利益剰余金変動額121億4千9百万円を計上したことで、累積欠損額は867億1795万円に抑えられた。
2020年度以降、新型コロナウイルスの影響を受け、利用者数が激減し、乗車料収入が低迷。2023年度、東西線においては沿線人口の増加等に伴って利用者数を更新するも、南北線はコロナ禍前の水準に回復するには至らず、8期連続の単年度赤字を計上した。